# Anoplolepis trimenii
Anoplolepis trimenii é uma espécie de formiga do gênero Anoplolepis, pertencente à subfamília Formicinae.